# A Chance in the World
A Chance in the World es una película estadounidense de drama, biografía y familiar de 2017, dirigida y escrita por Mark Vadik, está basada en la novela homónima de Steve Pemberton, musicalizada por Harry Manfredini, en la fotografía estuvieron Eric Dickinson y Eric Liberacki, los protagonistas son Terrell Ransom Jr., Kelly Owens, Tom Sizemore y Lawrence Hilton-Jacobs, entre otros. El filme fue producido por Mighty Small Pictures y se estrenó el 6 de noviembre de 2017.

## Sinopsis
Una historia real de un chico con una gran capacidad intelectual, que tiene que huir de sus padres adoptivos abusivos para alcanzar sus metas.